# Kanton Douvrin
Der Kanton Douvrin ist seit 1992 ein französischer Wahlkreis im Arrondissement Béthune, im Département Pas-de-Calais und in der Region Hauts-de-France. Sein Hauptort ist Douvrin.

## Gemeinden
Der Kanton besteht aus 14 Gemeinden mit insgesamt 42.367 Einwohnern (Stand: 1. Januar 2022) auf einer Gesamtfläche von 84,90 km²:
| Gemeinde               | Einwohner 1. Januar 2022 | Fläche km² | Dichte Einw./km² | Code INSEE | Postleitzahl |
| ---------------------- | ------------------------ | ---------- | ---------------- | ---------- | ------------ |
| Annequin               | 2.147                    | 3,99       | 538              | 62034      | 62149        |
| Auchy-les-Mines        | 4.642                    | 5,10       | 910              | 62051      | 62138        |
| Billy-Berclau          | 5.076                    | 7,41       | 685              | 62132      | 62138        |
| Cambrin                | 1.250                    | 1,77       | 706              | 62200      | 62149        |
| Cuinchy                | 1.784                    | 4,15       | 430              | 62262      | 62149        |
| Douvrin                | 5.799                    | 9,58       | 605              | 62276      | 62138        |
| Festubert              | 1.253                    | 7,64       | 164              | 62330      | 62149        |
| Givenchy-lès-la-Bassée | 989                      | 3,89       | 254              | 62373      | 62149        |
| Haisnes                | 4.411                    | 5,58       | 791              | 62401      | 62138        |
| Lorgies                | 1.630                    | 6,84       | 238              | 62529      | 62840        |
| Noyelles-lès-Vermelles | 2.278                    | 2,53       | 900              | 62626      | 62980        |
| Sailly-Labourse        | 2.535                    | 6,02       | 421              | 62735      | 62113        |
| Vermelles              | 4.729                    | 10,39      | 455              | 62846      | 62980        |
| Violaines              | 3.844                    | 10,01      | 384              | 62863      | 62138        |
| Kanton Douvrin         | 42.367                   | 84,90      | 499              | 6223       | –            |

Bis zur Neuordnung bestand der Kanton Douvrin aus den fünf Gemeinden Billy-Berclau, Douvrin, Givenchy-lès-la-Bassée, Haisnes und Violaines. Sein Zuschnitt entsprach einer Fläche von 36,47 km2.